# تولولوپه آروتایل
تولولوپه اولواتویین سارا آروتایل (۱۳ دسامبر ۱۹۹۵ – ۱۴ ژوئیه ۲۰۲۰) اولین خلبان زن بالگرد جنگنده در نیروی هوایی نیجریه بود.
او سهم قابل توجهی در عملیات مبارزه با ناامنی در ایالت‌های شمالی نیجریه داشت. آروتایل در ۱۴ ژوئیه ۲۰۲۰ بر اثر صدمه به سر در یک حادثه در پایگاه نیروی هوایی نیجریه در ایالت کادونا درگذشت
آروتایل افسر پرواز خلبان بالگرد چند منظوره آگوستاوستلند ای‌دبلیو۱۰۹ بود که درنیروی هوایی نیجریه ۱۵ فروند از آن موجود بود.

## زندگی
آروتایل متولد ۱۳ دسامبر ۱۹۹۵ در آکینتوند آروتیل (از ایف در منطقه دولت محلی ایجومو در ایالت کوگی) و همسرش اهل ایالت کادونا بود، او از سال ۲۰۰۰ تا ۲۰۰۵ در مدرسه ابتدایی نیروی هوایی، کادونا و مدرسه متوسطه نیروی هوایی تحصیل کرد. کادونا، از ۲۰۰۵ تا ۲۰۱۱، در آکادمی دفاع نیجریه دانشگاه نظامی وابسته به نیروهای مسلح نیجریه آموزش دید و سرانجام کادونا، در ۲۲ سپتامبر ۲۰۱۲ به عنوان عضو ۶۴ دوره معمولی پذیرفته شد. آروتایل در ۱۶ سپتامبر ۲۰۱۷ به عنوان افسر خلبان به نیروی هوایی نیجریه اعزام شد و دارای مدرک لیسانس در ریاضیات از آکادمی دفاع نیجریه بود. او به عنوان اولین خلبان زن هلیکوپتر جنگی در نیروی هوایی نیجریه در ۱۵ اکتبر 2019 (همراه با اولین خلبان زن جنگنده، کفایات سانک) پس از اتمام دوره آموزشی پرواز خود در آفریقای جنوبی شناخته شد. آروتیل دو سال پس از فعالیت حرفه ای خود، ۴۶۰ ساعت پرواز با هلیکوپتر به دست آورد که عملکردی فوق‌العاده برای یک خلبان جنگی بود. او شاهد اقدام علیه تروریست‌های بوکوحرام بود و رئیس‌جمهور محمدو بوهاری به مهارت و شجاعت او ادای احترام کرد. در مبارزه با داعش، او را مؤثر، مرگبار و «بی‌باک» می‌نامیدند.
آروتایل دارای گواهینامه خلبانی تجاری نیز بود و همچنین آموزش پرواز تاکتیکی را با هلیکوپتر تهاجمی آگوستاوستلند ای‌دبلیو۱۰۹ پاور در ایتالیا گذراند. بالگرد آگوستاوستلند ای‌دبلیو۱۰۹، در اصل آگوستا ای۱۰۹ یک هلیکوپتر چند منظوره سبک‌وزن، دو موتوره و هشت نفره و چند منظوره است که نیروی هوایی نیجریه ۱۵ فروند از آن را در اختیار دارد که هم توانایی جابجایی سربازان را دارند و هم در نقش‌های دیگری چون فرماندهی و کنترل هوایی، تأمین تدارکاتی، آمبولانس هوایی و حمل مصدومین، و در صورت مسلح‌سازی برای انجام مأموریت‌های تهاجمی مورد استفاده قرار می‌گیرند. اصطلاح بالگرد چندمنظوره اشتراک معنایی زیادی با بالگرد ترابری دارد و معمولاً هلیکوپترهای ترابری سایز متوسط هلیکوپتر چندمنظوره محسوب می‌شوند. 

## مرگ
به گفته ایبیکونله دارامولا، سخنگوی نیروی هوایی نیجریه، آروتایل در ۱۴ ژوئیه ۲۰۲۰ بر اثر جراحات وارده به سر در یک حادثه رانندگی جاده‌ای در پایگاه نیروی هوایی نیجریه در ایالت کادونا، هنگامی که به‌طور غیرعمد توسط وسیله نقلیه همکلاسی سابق دبیرستانی که سعی داشت با او احوالپرسی کند مورد برخورد قرار گرفت و جان باخت. نحوه وقوع این حادثه باعث شد تا نیجریه ای‌ها خواهان تحقیق شوند. دیگران آن را «مشکوک» نامیدند. دیگران آن را «مشکوک» نامیدند.
او در ۲۳ ژوئیه ۲۰۲۰ در گورستان نظامی، جاده فرودگاه، ابوجا به خاک سپرده شد. نیروی هوایی نیجریه فاش کرد که قبل از دفن او هیچ کالبد شکافی صورت نگرفت، زیرا شرایط مربوط به مرگ او روشن بود و شاهدانی بودند که در جریان حادثه حضور داشتند. این نیرو گفت که خانواده او می‌خواستند به سرعت مراسم تدفین را برگزار کنند و خواستار کالبد شکافی نشدند و خاطرنشان کردند که خانواده از تحقیقات نیرو راضی هستند. تحقیقات بعداً در ۲۴ ژوئیه ۲۰۲۰ به نیروی پلیس نیجریه منتقل شد